# Alcyonidium columbianum
Alcyonidium columbianum är en mossdjursart som beskrevs av Charles Henry O'Donoghue 1926. Alcyonidium columbianum ingår i släktet Alcyonidium och familjen Alcyonidiidae. Inga underarter finns listade i Catalogue of Life.